# Obóz jeniecki na Glinkach w Toruniu
Obóz jeniecki na Glinkach w Toruniu (do 1945 Stammlager 312/XX C) – niemiecki obóz jeńców wojennych, głównie Rosjan, w Toruniu zbudowany po 1940 roku, lutym 1945 roku przejęty przez wojska sowieckie.

## Historia

### Obóz niemiecki
Budowę obozu rozpoczęto w 1940 roku, materiały pod budowę przewożono za pomocą kolei wąskotorowej. Baraki i wieżyczki wartownicze budowali jeńcy brytyjscy oraz torunianie.
W obozie byli więzieni żołnierze ze Związku Radzieckiego, Wielkiej Brytanii, Francji, Australii, Włoch (głównie schwytanych członków podziemnych organizacji monarchistycznych), Kanady, Norwegii, Belgii i Jugosławii. Pierwsze transporty jeńców radzieckich przybyły jesienią 1941 roku.
Obóz dzielił się na trzy sektory: radziecki, angielski oraz włoski. Jeńcy francuscy byli lokowani na terenie poligonu na Podgórzu. Budowę sektora radzieckiego rozpoczęto w drugiej połowie 1941. Na te cele przeznaczono rozległy niezagospodarowany obszar 92 hektarów w pobliżu wsi Glinki. 14 sierpnia 1941 oficjalnie rozpoczął pracę M. Stammlager 312/XX C, podporządkowany komendantowi Stalagu XX C. Nieoficjalnie hitlerowcy określali część obozu przeznaczoną dla żołnierzy armii radzieckiej Sowietheide. Przez krótki czas w części przeznaczonej dla żołnierzy radzieckich przebywała też grupa jeńców włoskich. Ich transport został przywieziony jesienią 1943 roku, ku konsternacji zarządu obozu, który nie wiedział, co z nimi zrobić, po siedmiu tygodniach odesłał ich do innego obozu na terenie III Rzeszy.
Sytuacja jeńców była zróżnicowana. Jeńcy angielscy początkowo znajdowali się w trudnej sytuacji, jednak z czasem zaczęli otrzymywać paczki z Międzynarodowego Czerwonego Krzyża. Jeńcy z Wielkiej Brytanii prowadzili chór, teatr i zespoły jazzowe, uprawiali aktywność fizyczną. Jeńcy radzieccy nie byli chronieni przez konwencje genewskie i nie otrzymywali paczek z żywnością. Wszystkich jeńców kierowano do budowy stacji kolejowej Toruń Kluczyki.
Do wkroczenia wojsk radzieckich przez obóz przeszło ok. 55 tys. jeńców, z czego zmarło około 10–15 tysięcy z nich. Większość ofiar stanowili jeńcy radzieccy, ich liczba została oszacowana na ok. 21 tys.. Zmarli z wycieńczenia jeńcy z ZSRR byli chowani na cmentarzu w Małej Nieszawce oraz przy drodze wylotowej w kierunku Bydgoszczy i Poznania.
Według relacji północno-wschodnia część obozu została podpalona w styczniu 1945 roku.

### Obóz radziecki
W styczniu 1945 roku jeńcy zostali ewakuowani na Zachód. 1 lutego 1945 roku obóz został przejęty przez wojska sowieckie, następnie trafił on pod nadzór NKWD. Po lutym 1945 roku w obozie przetrzymywano żołnierzy Wehrmachtu oraz Polaków. Jeńcy niemieccy byli kierowani do różnych prac porządkowo-budowlanych. Liczba więźniów pochodzenia polskiego jest nieznana, według szacunków Polskiego Czerwonego Krzyża z 1945 roku w obozie mogło przebywać co najmniej 430 osób pochodzenia polskiego. Nieznana jest również dokładna liczba przetrzymywanych żołnierzy Wehrmachtu. Niemieccy historycy Hans-Peter Range i Clemens Range oszacowali, że przez obóz przeszło ok. 30 tys. niemieckich żołnierzy, 8 tys. z nich miało tam zginąć. Polski historyk-regionalista Marcin Orłowski oszacował liczbę jeńców niemieckich do maksymalnie 18 tys. Wielu jeńców niemieckich wywieziono na Syberię.
Obóz zamknięto ok. 1947 roku. Baraki zostały rozebrane przez mieszkańców wsi sąsiadujących z Toruniem. Na przestrzeni lat na terenie dawnego obozu wzniesiono m.in. Zakłady Drobiarskie „Drosed” (nieodbudowane po pożarze ze stycznia 2008 roku) oraz osiedle mieszkaniowe.

## Pomniki upamiętniające jeńców
- Pomnik poległych żołnierzy i jeńców Armii Czerwonej w Toruniu – odsłonięty w 1969 roku[17][18]
- Pomnik pamięci jeńców brytyjskich w Toruniu – odsłonięty w 2009 roku[19]
- Pomnik ofiar obozów jenieckich w Toruniu – odsłonięty 8 maja 2019 roku[20]